# والتر دي باك
والتر دي باك هو مغني بلجيكي، ولد في 13 يوليو 1934 في غنت في بلجيكا، وتوفي بنفس المكان في 21 ديسمبر 2014 بسبب سرطان المريء.

## وصلات خارجية
- والتر دي باك على موقع IMDb (الإنجليزية)
- والتر دي باك على موقع ميوزك برينز (الإنجليزية)
- والتر دي باك على موقع ديسكوغز (الإنجليزية)